# F1 2012 (videojuego)
F1 2012 es un videojuego de Fórmula 1 que representa la temporada 2012 de dicho deporte. Codemasters se encargó de plasmar en el juego los elementos más característicos de este deporte, que genera tanta expectación. 
En esta edición hubo cambios en los circuitos. Formará parte del calendario el gran premio de Austin. Hockenheim reemplazará a Nürburgring, y Turquía se despide este año. El equipo de Codemasters ha comentado que el objetivo de este año era copiar la realidad, quitando el paddock del menú, para centrarse de lleno en el manejo y simulación del coche.

## Novedades
Estas son las principales novedades, algunas de ellas descritas más abajo:
- Reparto de frenada
- Elección carga combustible antes de la carrera
- Test de Jóvenes Pilotos
- Mundial Express
- Modo Campeones
- Clasificación a una vuelta
- Parc Ferme (Se impide modificar los reglajes entre la clasificación y la carrera, excepto el ángulo del alerón delantero)
- Guía para todos los circuitos
- Vista Tcam ladeada, similar a la que se ve en TV
- Menú totalmente rediseñado.
- Muy bueno el manejo
- Coches más realistas

## Características/Mejoras

### General
- Demo el 10 de septiembre (Xbox 360), 11 de septiembre (PC) y 12 de septiembre (PlayStation 3): Consta del primer día del Test de Jóvenes Pilotos en Abu Dhabi y la primera carrera del Resto de temporada en Monza (5 vueltas a una vuelta de Clasificación).
- La versión UK también incluye el castellano.
- No hay versión del juego en PSVita.
- No soporta Kinect.t
- La carátula del juego será diferente según el país. (Ej. En España, la portada es de Alonso, y en Alemania de Vettel o Schumacher)
- Gráficamente la versión PS3 está mejorada respecto a años anteriores. Gente experta está revisando el ratio de fps.
- No habrá opción de mover cámaras de posición. (cámaras de repetición personalizadas)
- Pantalla partida en el offline.
- Este año tampoco hay mantas térmicas.
- Mínimos retoques en el sistema del auto de seguridad. El porcentaje de apariciones del coche de seguridad será similar al anterior título.
- Sensibilidad de daños aumentada: Han encontrado una mejora para que el coche sea más frágil. Por ejemplo que las placas acaben en pequeños trocitos o que tras el roce con otro coche, pinche el neumático.
- No habrá HUD oficial.
- El sonido de los monoplazas y del cambio de marchas es más real.
- La escudería Mercedes tendrá sistema "doble DRS", como en realidad.
- No habrá comentaristas en las carreras.

### Diseño
- El equipo de desarrollo ha trabajado en un mejor sistema de clima e iluminación.
- El juego cuenta con un menú totalmente nuevo que es mucho más intuitivo y rápido de navegar que el año pasado.
- Abandonan el paddock como menú principal.
- Los objetivos de las carreras han sido alterados.
- No hay conferencias de prensa ni entrevistas.
- Las distancias de carrera son 3 Vueltas, 5 Vueltas, 25%, 50% y 100%.
- Tanto para el en línea como el offline hay una nueva opción de hacer la clasificación a 1 sola vuelta (vuelta única). En ese caso todos en el online comienzan la vuelta al mismo tiempo a vuelta lanzada. Resto de jugadores aparecen como fantasmas. Este modo de clasificación es OPCIONAL.
- Marchas recomendadas: Se pueden activar/desactivar. Un icono bajo el cuenta revoluciones indica estas marchas.
- Guía de cada circuito: Se muestra un video de cada circuito en el que se resume su trazado por Anthony Davidson (se supone que traducido al español).
- Este año hay antenas en el morro de los coches.
- Cambiados objetos de los circuitos, como color de pianos, grosor, altura...
- Este año hay reglas de Parc Fermé.
- Más multitud de espectadores por los circuitos para crear una mayor atmósfera en las carreras.
- No hay Pitstops desde la vista de cockpit. Ahora las paradas en boxes son cinemáticas, que parecen como una presentación de TV.
- Habrá más personal dentro del Box.
- Ahora en el mini-mapa veremos más colores, es decir, se verá un punto de color azul si es un coche doblado.
- En las repeticiones, habrá una gran mejora, donde las cámaras se parecerán más a las de Televisión. Los coches y el manejo lucen muy bien vistos desde atrás.
- Especialmente en las pantallas de celebración después de la carrera, les han sido dadas una apariencia más realista, con unos rostros y modelos de personajes mejorados.

### Modo de Juego
- Significativos cambios en el motor de físicas.
- Tiene una mezcla de jugabilidad de lo mejor de 2010 con lo mejor de 2011. Este año el coche se siente más. Ello es debido a las mejoras en suspensión y neumáticos en las que se han gastado tiempo en ajustar. La suspensión fue demasiado rígida en F1 2010, así que se trató de arreglar en el F1 2011, pero lo dejamos demasiado blando. Ahora lo que tenemos con la suspensión es que el coche es muy estable a altas velocidades, permitiendo al jugador correr alrededor de la pista, pero cuando la velocidad disminuye, entonces el jugador se basa en el agarre mecánico de los neumáticos del coche y tienes que cuidarlos e ir con cuidado y no bloquear los frenos.
- Reescrito el sistema de control con el pad, el cual está mejorado respecto al año pasado. Un objetivo en relación con la jugabilidad con pad y las físicas es hacerlo más intuitivo con este control.
- Este año, será más fácil hacer vueltas constantes porque se sentirá más y mejor el coche, y su comportamiento.
- Añadido el reparto de frenada, donde los jugadores hábiles sabrán sacar provecho de ello.
- Ahora se puede elegir la carga de combustible antes del inicio de la carrera. Tres niveles: Conservador, Normal y Agresivo.
- Entre clasificación y carrera no se podrá tocar el setup, solo se permite el alerón delantero.
- El desgaste de neumáticos ahora va ligado a los equipos y tu forma de conducir.
- El clima y las condiciones de la pista impactan en la temperatura de los neumáticos.
- Cada neumático tiene deterioro y calor independientemente.
- Al bloquear ruedas no habrá planos en los neumáticos pero sí aumento de temperatura.
- Respecto a llevar ayudas activas, se ha revisado el sistema de penalización por peso para hacerlo más equitativo, en caso de jugar contra otro jugador que no lleve ayudas activas.
- En marchas automáticas, "semi", se podrá subir o bajar marchas si se pulsa, aunque lo hará automáticamente si no se pulsa.
- El setup personalizado tiene un impacto menos radical en tiempos por vuelta que en el F1 2011.
- El rebufo ha sido reducido.
- Arreglado este año el problema de tener la Q1 con fuerte lluvia y la Q2 con sol.
- Conducir con ayudas está mejor balanceado este año. Ligeros cambios en el sistema de Control de Tracción y un cambio más grande en el equilibrio de esta asistencia para reducir la alta velocidad que ésta daba a la gente.
- El desgaste de neumáticos difiere según el equipo que se elija, así el Sauber quemará menos neumáticos que otra escudería. Todos los coches tienen sus propias características. Equipos menos potentes serán menos estables.
- Se ha arreglado el problema donde se podía conducir con ruedas de seco en lluvia.
- Ha sido revisada la vista cockpit.
- Dos tipos de T-cam: centrada o ligeramente a un lado, como en la TV.
- Los frenos han sido mejorados, y ahora es más fácil bloquearlos.
- La temperatura de los neumáticos es mucho más importante que antes. *Diferentes equipos tienen diferentes comportamiento en los neumáticos delanteros y traseros, y éstos pueden (en modo trayectoria), ser alterados mediante mejoras.
- Los tiempos por vuelta están mejorados en términos de realismo.
- Se puede realizar Q1, Q2 y Q3 con una única sesión de prácticas.

### Penalizaciones
- Este año al poner reglas de penalización REALES y Pit MANUAL hay penalización por cruzar la línea blanca al salir de boxes.
- No se pueden apelar las penalizaciones a los comisarios. Se puede dejar adelantar si hemos hecho algún adelantamiento ilegal para evitar penalizaciones. Aparece un temporizador para ceder la posición ganada ilegalmente.
- Modificado el sistema de penalizaciones.

### IA
- Otro aspecto en el que están trabajando es la IA. Mejoras necesarios para un mejor comportamiento de la IA durante el transcurso de una carrera, y también los errores de conducción y accidentes que puedan sufrir.
- Será más rápida y desafiante que en F1 2011.
- Tiene también simulación de neumáticos y combustible.
- En la salida es más dificultoso adelantar a la IA en la primera curva.
- Se podrá elegir la IA entre fácil, normal, profesional y leyenda, y en modo campeones entre fácil, normal y difícil. Las dificultades han sido equilibradas, por lo que el modo leyenda puede ser más difícil que antes.

### Sistema climatológico
- Nuevo sistema de clima más localizado. El frente climatólogico puede ser más dinámico e irregular, así la pista podría estar mojada en una parte y podría cambiar de dirección más a menudo. Los patrones de clima dinámico pueden producir efectos locales en diferentes partes del circuito. Podrá llover en cada parte del trazado de forma distinta, incluso un sector seco y ver las nubes pasar.
- Los compuestos de neumáticos son más compresivos para acomodar esto, significando que ahora es un poco más fácil dar con una pista húmeda con los neumáticos equivocados, de lo que fue en el pasado.
- Se ha gastado mucho tiempo trabajando en lo que se podría hacer con el sistema de clima en consola.
- Y cuando realmente los cielos descargan hay un poco más de espectáculo. Déjate atrapar en la pulverización por el coche de, y la pantalla se convierte en una mancha húmeda, dejándote guiar por las luces rojas de otros coches.

## Modo Carrera
- Codemasters ha cambiado también los tests que los pilotos necesitaban para completar o ganar las mejoras en del coche. Había un sentimiento de que se estaban convirtiendo en repetitivos durante todo el modo carrera, así que ahora serán más variados.
- El modo Carrera tradicional (largo) consta de 5 temporadas y se inicia con el Test de Jóvenes Pilotos en Abu Dhabi, que servirá como breve tutorial.

### Test de Jóvenes Pilotos
F1 2012 introducirá las pruebas de jóvenes pilotos como una de las novedades añadidas a la serie que llevará a los jugadores a la más cercana experiencia de convertirse en un piloto de Fórmula 1. Los jugadores se introducirán en el mundo de la Fórmula 1 a través de un recorrido por tutoriales explicando como manejar los más excitantes y nerviosos coches de carreras, y desafiado para ganar un puesto en un equipo para el Campeonato del Mundo de FIA Fórmula 1 2012.
- En las pruebas de piloto joven aprenderemos a tomar curvas y seguir la línea de trazada óptima, pero los test tendrán también tiempos a batir. Así, los jugadores con más experiencia pueden competir por los mejores tiempos. Rindiendo bien en los test se desbloquean contratos ofrecidos desde los equipos durante el modo carrera. Los jugadores tendrán que completar al menos un par de test (dos días) antes de ir a los principales modos de juego.
- En el primer día de pruebas, nos ofrecerán contrato escuderías como HRT, Marussia o Caterham. Sirve como tutorial sobre como pilotar y los controles básicos del monoplaza (esto se podrá omitir).
- En el segundo día, nos ofrecerán contrato escuderías como Toro Rosso, Force india o Williams. Se testearán los neumáticos, compuestos y cosas más avanzadas. Lo más interesante es ver las ofertas que realicen las escuderías para iniciar el modo Carrera.

### Mundial Express
Programada para hacer que los jugadores completen una temporada express en un corto período de tiempo. En este modo hay solamente diez carreras seleccionadas del calendario completo y cada carrera es de cinco vueltas. En vez de tener una larga sesión de Prácticas y Calificación para determinar la posición de cada piloto en el grid, este nuevo modo utiliza la nueva característica "Calificación a Una Vuelta". Durante esta corta temporada, se tiene la habilidad de retar a pilotos por encima tuyo, con el objetivo último de tomar su lugar en su equipo.

## Modo Campeones
En él nos mediremos a los seis campeones mundiales que aparecen en la temporada 2012 de Fórmula 1.
Codemasters acaba de anunciar una nueva modalidad de juego para F1 2012, un denominado Modo Campeones en el que "te medirás a los seis campeones mundiales que aparecen en la temporada 2012 de la FIA Formula One World Championship, en condiciones de carrera completamente individualizadas para cada campeón", explican en nota de prensa.
«En este modo, perfecto para el que busque partidas rápidas y acción instantánea, te medirás con cada uno de los pilotos por turnos, empezando por Kimi Räikkönen y seguido de Lewis Hamilton, Jenson Button, Sebastian Vettel, Fernando Alonso y Michael Schumacher, por este orden. Cada campeón tiene condiciones y escenarios diferentes de carrera y el jugador deberá vencerle para poder desbloquear el siguiente reto», aseguran. «En el desafío Kimi Räikkönen, el jugador, que es su compañero de equipo en Spa Francorchamps, se encuentra en boxes con neumáticos nuevos, mientras los del resto de los pilotos están ya usados y faltan tres vueltas para el final. El objetivo será adelantar al grupo y conseguir superar a Kimi antes de la llegada a meta.»

## Otros modos
Como en años anteriores también estarán el modo Contrarreloj, modo Time Attack y Carrera Rápida (modo GP el año pasado).

## Multijugador
- De nuevo estará presente el Modo Cooperativo para competir una temporada en tu equipo junto a un amigo.
- La parrilla es de 24 coches siendo hasta 16 jugadores humanos máximo.
- Están estudiando, de alguna manera, implementar un sistema de búsqueda para que por ejemplo jugadores limpios puedan jugar filtrando otros jugadores que también jueguen limpiamente.
- No hay servidores dedicados.
- Las opciones de Clasificación en el Online (aparte del cooperativo) son:
  - Clasificación a una vuelta. (Descrita en el apartado Diseño)
  - Clasificación corta (una sesión).
- Si se elige un coche lento en modo Equitativo, cuando paremos en boxes, tardan todos los coches lo mismo en hacer la parada (aparte de los fallos del box y las milésimas).

## Avances y Análisis

### Avances
- 3DJuegos
- Viciojuegos
- Vandal
- Meristation Archivado el 3 de septiembre de 2012 en Wayback Machine.

## Circuitos
- Circuito de Albert Park, Melbourne
- Circuito Internacional de Sepang, Sepang
- Circuito Internacional de Shanghái, Shanghái
- Circuito Internacional de Baréin, Sakhir
- Circuito de Barcelona-Cataluña, Montmeló
- Circuito de Mónaco, Montecarlo
- Circuito Gilles Villeneuve, Montreal
- Circuito urbano de Valencia, Valencia
- Circuito de Silverstone, Silverstone
- Hockenheimring, Hockenheim
- Hungaroring, Mogyoród
- Circuito de Spa-Francorchamps, Spa
- Autodromo Nazionale di Monza, Monza
- Circuito callejero de Marina Bay, Singapur
- Circuito de Suzuka, Suzuka
- Circuito Internacional de Corea, Condado de Yeongam
- Circuito Internacional de Buddh, Greater Noida
- Circuito Yas Marina, Isla Yas, Abu Dabi
- Circuito de las Américas, Austin
- Autódromo José Carlos Pace, São Paulo

## Normativa DRS
- Durante los Libres y Clasificación puede hacerse uso del DRS libremente con neumáticos secos.

### En carrera
- El sistema no puede ser activado en las dos primeras vueltas.
- El sistema no puede ser activado hasta dos vueltas más tarde después de la salida del auto de seguridad.
- En la Zona de detección se mira si entre los 2 coches se está a menos de 1 segundo. Si es así, se permitirá activar el DRS en la Zona de activación y si no está a menos de 1 segundo, no se permitirá.
- Si en la Zona de detección se estaba a menos de 1 segundo, se puede usar en la zona de activación aunque estés en ese momento a más de 1 segundo, a menos, o incluso lo hayas adelantado antes de llegar a la Zona de activación.
- Dicho esto, durante la carrera el juego controla el uso del DRS cuando se cumplan las restricciones anteriormente descritas. Si no se puede usar, aunque apretemos el botón de DRS, no funcionará. El icono del HUD parpadeará cuando se pueda usar el DRS. En vista cockpit hay un LED que lo indica. También un ligero pitido nos indicará que se puede usar.

## Nuevas normas en el 2012

### Reglamento Técnico
- Artículo 3.7.9: Ninguna pieza del chasis situada 1960mm (1,9 metros) por delante de la parte posterior del cockpit podrá estar más de 550mm por arriba del plano de referencia.
- Artículo 3.8.5: Una vez la superficie del chasis cumple con el *Artículo 3.8.4, las aperturas en el chasis solo podrán servir para la siguiente función:

- Aberturas a ambos lados del coche para el sistema de escapes. Juntas, esas aperturas no podrán superar un área de 50.000 milímetros cuadrados. - Las aperturas no podrán situarse a menos de 350 mm la una de la otra.
- Artículo 4.2, distribución de pesos: Solo para 2012 y 2013, el peso aplicado a los neumáticos delanteros y traseros no debe ser menor a 291 y 342 kilogramos respectivamente, durante toda la sesión de calificación. Si cuando sea necesario para la comprobación, el coche no está equipado con neumáticos de seco, se pesará con un juego de neumáticos de seco seleccionado por el delegado técnico de la FIA.
- Artículo 5.8.1: Con la excepción de las fugas accidentales, no podrán emerger o introducirse en el sistema de escapes líquidos de ningún tipo a excepción de aquellos que emergen del propio motor.
- Artículo 5.8.2: Los sistemas de escapes no podrán tener más de dos salidas. Ambas deberán estar orientadas hacia atrás y todos los gases deberán pasar por ellas. Los últimos 100mm de las salidas de los escapes deberán sobresalir del chasis.
- Artículo 9.8.1: El cambio de marchas automático es considerado una ayuda para el piloto y no está permitido. A la hora de cambiar de marchas, el embrague y el acelerador no necesitan estar bajo el control del piloto.
- Artículo 9.8.2: El cambio de marchas está restrictivo en el siguiente periodo: Inicio de la carrera: Solo se permite realizar un cambio de marchas en la salida antes de que el coche haya superado los 100km/h. De este modo, cualquier marcha debe ser capaz de acelerar de 0 a 100km/h a 18.000 revoluciones por minuto.

### Reglamento Deportivo
- Artículo 20.2: Un piloto no podrá salir deliberadamente de la pista sin una razón justificable.
- Artículo 20.3: No se permite más de un cambio de dirección para defender la posición. Un piloto que quiera entrar en la trazada habiendo defendido su posición fuera de ella, debe dejar, al menos, la anchura de uncoche entre el suyo propio y el bordillo al llegar a la curva.
- Artículo 22.4: No pueden llevarse a cabo tests:

- Mientras un gran premio está en marcha - Durante el mes de agosto - Entre el comienzo de la primera semana anterior a la primera cita del Campeonato y el 31 de diciembre del mismo año con una excepción: tres días de test en un lugar aprobado por la FIA para coches de F-1.
- Artículo 25.2: Número de neumáticos durante un gran premio: Tras una recomendación del proveedor de neumáticos a la FIA, todos los pilotos tendrán disponible un juego adicional de 'prime' u 'option'. Se informará a los equipos de este juego adicional al menos una semana antes del comienzo del evento.

```
 a) El delegado técnico de la 
FIA
 asignará once juegos de neumáticos de seco a cada piloto, seis del compuesto más duro y cinco del compuesto más blando.
```

```
 c) De los neumáticos de seco restantes, se debe devolver al proveedor (
Pirelli
) un juego de cada compuesto antes del inicio de la sesión de calificación.
```

```
 g) Se penalizará bajo el Artículo 16.3(b) al piloto que no utilice neumáticos de lluvia cuando el 
auto de seguridad
 esté en pista bajo dichas condiciones.
```

- Artículo 38.11 a) El arranque desde la parrilla para completar la vuelta deformación debe realizarse a la velocidad permitida en el pit lane hasta que se supere la posición de la Pole.
- Artículo 40.12: Si el director de carrera considera que es seguro hacerlo y el mensaje 'Los coches doblados pueden adelantar ahora' se muestra en los monitores de tiempos, todo coche que haya sido doblado por el líder de carrera deberá adelantar a los coches de la cabeza y al auto de seguridad. Esto solo se aplicará a los coches que han sido doblados cuando habían cruzado la línea al final de la vuelta durante la cual habían cruzado la primera línea de auto de seguridad por segunda vez, una vez el coche de seguridad había salido a pista.

Una vez adelantados los coches de la cabeza y el auto de seguridad, estos coches deben ir por la pista con una velocidad apropiada, sin adelantar y tomar la posición al final de la fila de coches tras el auto de seguridad. Mientras adelantan (pare recuperar su posición), y a fin de garantizar que pueda llevarse a cabo con seguridad, los coches en vuelta deben mantenerse siempre en la trazada a menos que desviarse de ella sea inevitable. Si el comisario de carrera considera que las condiciones de la pista no son adecuadas para adelantar, el mensaje 'Adelantar no está permitido' se mostrará en los monitores de tiempos.

## Volantes soportados
Listado oficial presentado por Codemasters de todos los volantes que soporta el juego para cada una de las plataformas en las que se puede jugar.
| Volantes soportados en PC                                     | Volantes soportados en PS3                           | Volantes soportados en Xbox 360     |
| ------------------------------------------------------------- | ---------------------------------------------------- | ----------------------------------- |
| Microsoft Xbox 360 Wireless Racing Wheel                      | Atomic Super Sport                                   | Microsoft 360 Wireless Racing Wheel |
| Atomic Super Sport Evo Steering Wheel                         | Fanatec ClubSport Wheel                              | Fanatec CSR Elite                   |
| Atomic TVR Sagaris Sport Racing Steering Wheel                | Fanatec CSR Elite                                    | TFanatec Porsche 911 GT2            |
| ECCI Trackstar 6000                                           | Fanatec Porsche 911 GT2                              | Fanatec Porsche 911 Turbo S         |
| Fanatec ClubSport                                             | Fanatec Porsche 911 GT3 RS2                          | Joytech Nitro Racing Wheel          |
| Fanatec CSR Elite                                             | Fanatec Porsche 911 Turbo S                          | Logitech Drive FX Wheel             |
| Fanatec Porsche 911 Carrera                                   | Logic 3 TopDrive GT                                  | MadCatz Wireless Racing Wheel       |
| Fanatec Porsche 911 GT2                                       | Logic 3 TopDrive RF                                  | Thrustmaster Ferrari 458 Italia     |
| Fanatec Porsche 911 GT3 RS2                                   | Logitech Driving Force                               | Ferrari Vibration GT Cockpit 458    |
| Fanatec Porsche 911 Turbo S                                   | Logitech Driving Force EX/RX                         |                                     |
| Logic3 Tri Format Topdrive GT                                 | Logitech Driving Force GT                            |                                     |
| Logic3 Tri Format Topdrive RF                                 | Logitech Driving Force Pro                           |                                     |
| Logitech Driving Force GT                                     | Logitech G25 Racing Wheel                            |                                     |
| Logitech Driving Force Pro                                    | Logitech G27 Racing Wheel                            |                                     |
| Logitech Formula Force EX/RX                                  | Thrustmaster Ferrari F430 Force Feedback             |                                     |
| Logitech G25 Racing Wheel                                     | Thrustmaster Ferrari GT Experience                   |                                     |
| Logitech G27 Racing Wheel                                     | Thrustmaster Ferrari GT F430 Wireless Cockpit        |                                     |
| Logitech MOMO Racing Force (Racing)                           | Thrustmaster RGT Force Feedback Pro Clutch           |                                     |
| Logitech WingMan Formula Force GP Racing Wheel                | Thrustmaster T500RS Racing Wheel                     |                                     |
| Microsoft Sidewinder Force Feedback Wheel with Force Feedback | Thrustmaster Universal Challenge 5-in-1 Racing Wheel |                                     |
| Thrustmaster Ferrari 430 Force Feedback Racing Wheel          |                                                      |                                     |
| Thrustmaster Ferrari F1 wheel Integral T500                   |                                                      |                                     |
| Thrustmaster Ferrari GT Experience                            |                                                      |                                     |
| Thrustmaster Ferrari GT F430 Wireless Cockpit                 |                                                      |                                     |
| Thrustmaster RGT Force Feedback Clutch Edition                |                                                      |                                     |
| Thrustmaster T500RS Racing Wheel                              |                                                      |                                     |
| Ferrari Vibration GT Cockpit 458                              |                                                      |                                     |
| Thrustmaster Ferrari 458 Italia                               |                                                      |                                     |
| Thrustmaster Universal Challenge 5-in-1 Racing Wheel          |                                                      |                                     |
| Fanatec ClubSport pedals                                      |                                                      |                                     |